# Долискана
Долискана (груз. დოლისყანა) — грузинский православный монастырь в исторической области Тао-Кларджети. Расположен в современной Турции, в деревне Хамамли (тур. Hamamlı), провинция Артвин. Построен в X веке, во время правления Сумбата I. Уцелевшее строение сейчас используется как мечеть.

## Название
Упоминается в «Житии Григория Хандзтели» Георгия Мерчуле. Включает в себя корни «дол-» (груз. დოლი, разновидность пшеницы) и «кана-» (груз. ყანა, «поле»).

## История
На юго-восточной стороне барабана, высоко вверху, поврежденный рельеф строителя — Сумбата I, титулярного царя Грузии 937-958 годов, держащего модель церкви. На внешних стенах церкви есть несколько коротких надписей на грузинском языке и грузинским шрифтом Асомтаврули. Один упоминает Сумбата I. Надписи датируются первой половиной X века.

### Надпись 1
ႵႤ ႠႣႨႣႤ ႫႤႴჁ ႹႬႨ ႱႡႲ ႫႦႢႰႻႡႧ

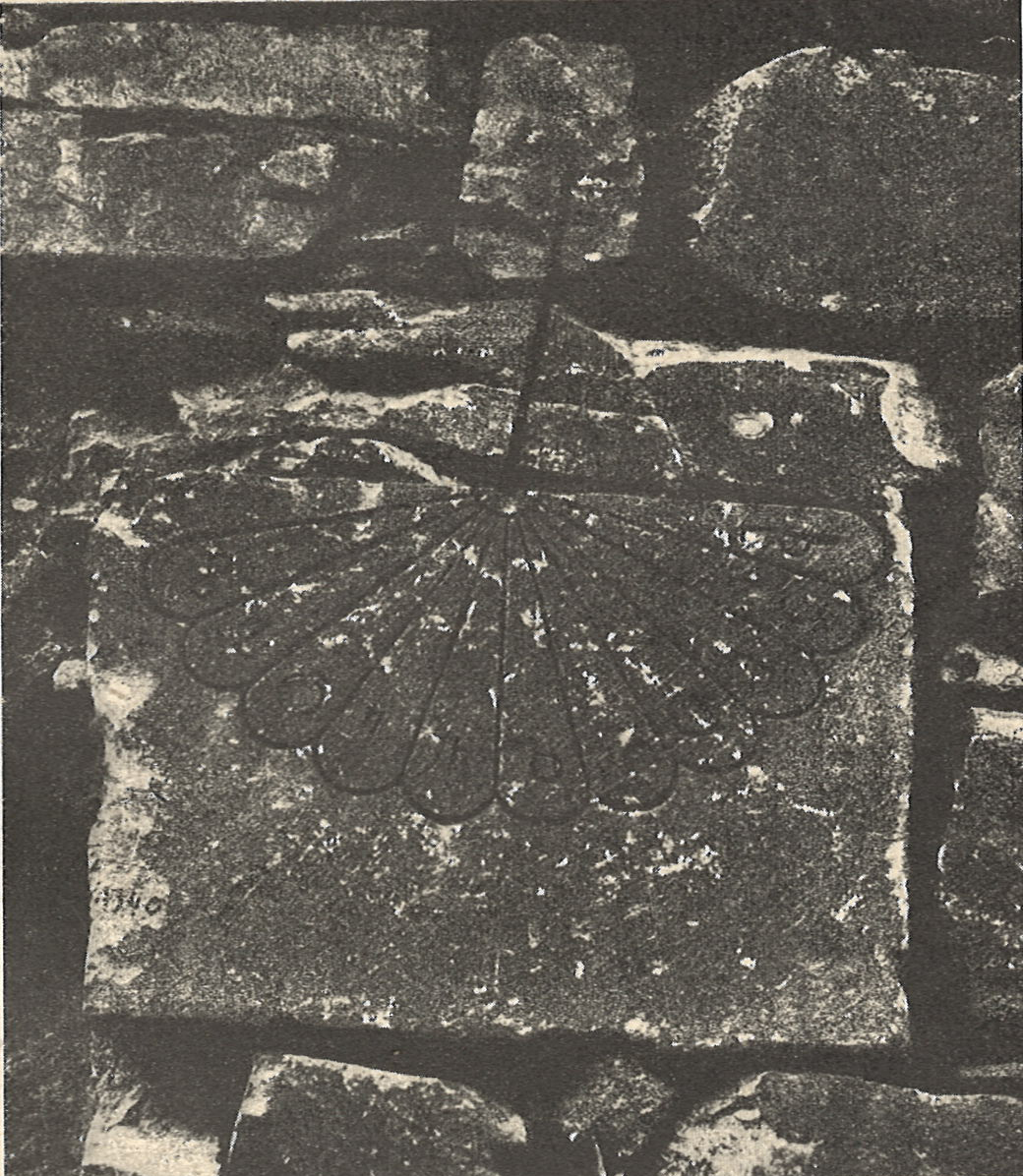
Солнечные часы на южной стороне церкви, 1911 год.

- Перевод: "Христос, прославь нашего Царя Сумбата долголетием."[5][6][7]

### Надпись 2
ႼჂ ႫႵႪ ႼჂ ႢႡႰႪ
- Перевод: "Святой Михаил, Святой Гавриил."[8][9][10]

### Надпись 3
ႸႵႫႬ Ⴑ ჄႪ

ႧႠ ႢႡႰႪ

ႣႩ

ႬႱჂ

ႧႠ
- Перевод: "Создано рукой епископа Гавриила."[11]

### Надпись 4
ႼႭ

ႱႲႤ

ႴႠႬ

Ⴄ ႸႤ

Ⴋ

Ⴛ

ႶႰႨ ႢႡႪ
- Перевод: "Святой Стефан, помилуй священника Гавриила."[12]

### Надпись 5
ႨႳ ႵႤ

ႼჂ ႤႱႤ ႤႩႪႤႱႨჂ ႼႤ ႣႶႤႱႠ

ႫႤႴႤႧႠ ႹႬႧႠ

ႵႤ ႸႤ
- Перевод: "Иисус Христос, помилуй церковь наших царей, о Христос, помилуй."[13][14]